# Надькин, Павел Николаевич
Павел Николаевич Надькин (11 февраля 1911 года — 5 мая 1996 года) — председатель колхоза им. Калинина Баймакского района Башкирской АССР. Герой Социалистического Труда.

## Биография
Родился 11 февраля 1911 г. в с. Ильинка Кизильского района Челябинской области.
Образование — начальное.
Трудовую деятельность начал в 1930 г. в колхозе имени Калинина Баймакского района Башкирской АССР. В 1934—1938 гг. — председатель Калининского сельпо, в 1939—1942 гг. — председатель колхоза имени Калинина, в 1942—1945 гг. — управляющий отделением Зилаирского зерносовхоза, директор Баймакской машинно-тракторной станции. В 1946 г. окончил годичные курсы директоров МТС в Уфе. В 1946—1947 гг. — директор Баймакской МТС. С 1947 г. — председатель колхоза имени Калинина.
Под руководством П. Н. Надькина колхоз стал передовым в районе. За короткие сроки освоено 899 гектаров целинных земель. В результате правильного применения агротехники и своевременного проведения сельскохозяйственных работ колхоз ежегодно получал высокие урожаи зерновых культур. В 1956 г. с площади 2997 гектаров собрано по 22 центнера зерна с каждого гектара. Государству продано 25 555 центнеров хлеба вместо 9009 по плану. За год от продажи зерна получен 1 миллион 707 тысяч рублей. Всего денежный доход колхоза в 1956 г. составил более 3 миллионов рублей.
Успешно выполнено задание по продаже животноводческой продукции. В 1956 г. надои молока от каждой фуражной коровы составили 1953 килограмма — на 538 килограммов больше, чем в 1955 г. План сдачи молока выполнен на 174 процента. Получая хороший урожай овощей и картофеля, колхоз бесперебойно снабжал население Сибая этими продуктами. За годы руководства П. Н. Надькина в колхозе проведена большая работа по строительству животноводческих помещений, культурно-бытовых объектов.
За особые заслуги в освоении целинных и залежных земель, проведении уборки урожая и хлебозаготовок в 1956 г. Указом Президиума Верховного Совета СССР от 11 января 1957 г. П. Н. Надькину присвоено звание Героя Социалистического Труда.
В 1957—1965 гг. П. Н. Надькин работал директором Сибайского совхоза, затем до выхода на пенсию в 1970 г. — председателем колхоза «Рассвет» Баймакского района.
Депутат Баймакского райсовета (1950—1951).
Проживал в селе Бекешево Баймакского района.
Умер 5 мая 1996 года.

## Награды
- Герой Социалистического Труда (1949
- Орден Ленина (1957)
- Орден «Знак Почёта» (1949)
- Медали
- Серебряная и бронзовая медали ВДНХ СССР (1956, 1965)

## Память
На здании СПК «Рассвет» в с. Бекешево Баймакского района установлена мемориальная доска в честь Героя.